# Rogue Warrior: Black Razor
Rogue Warrior: Black Razor és un videojoc desenvolupat per Zombie Studios i publicat per Bethesda Softworks utilitzant el motor Unreal 3. El videojoc es basa en la sèrie de novel·les de Richard Marcinko, també conegut com a The Rogue Warrior.
Rogue Warrior no va ser ben rebut pels crítics, que el consideraren un dels pitjors videojocs del 2009 i de tots els temps.